# U-Bahnhof Maxfeld
Der U-Bahnhof Maxfeld (Abkürzung: MF) ist der 44. U-Bahnhof der Nürnberger U-Bahn und wurde am 14. Juni 2008 eröffnet. Er ist 963 m vom U-Bahnhof Rathenauplatz und 453 m vom U-Bahnhof Kaulbachplatz entfernt und war bis zum 10. Dezember 2011 Endbahnhof der U3. An die Westseite des Bahnhofs schließt sich ein spitz zu befahrender Gleiswechsel, und Richtung Rathenauplatz ein stumpf zu befahrender Gleiswechsel an. Täglich wird er von rund 14.500 Fahrgästen genutzt (Mo–Fr, 2019).
Das Gebiet im Nordosten Nürnbergs wurde bis 1856 als Judenbühl bezeichnet und dann zu Ehren von König Maximilian II. in Maxfeld umbenannt. Maxfeld gehört zu den Nürnberger Stadtteilen Gärten hinter der Veste und Rennweg und wurde mit ihnen zusammen 1825 (Rennweg) bzw. 1865 (Gärten h.d.V.) nach Nürnberg eingemeindet. In den Planungen aus den 1970er Jahren sollte der heutige U-Bahnhof Rennweg (damals noch direkt unter der Äußeren Bayreuther Straße geplant) die Bezeichnung Maxfeld erhalten.

## Lage

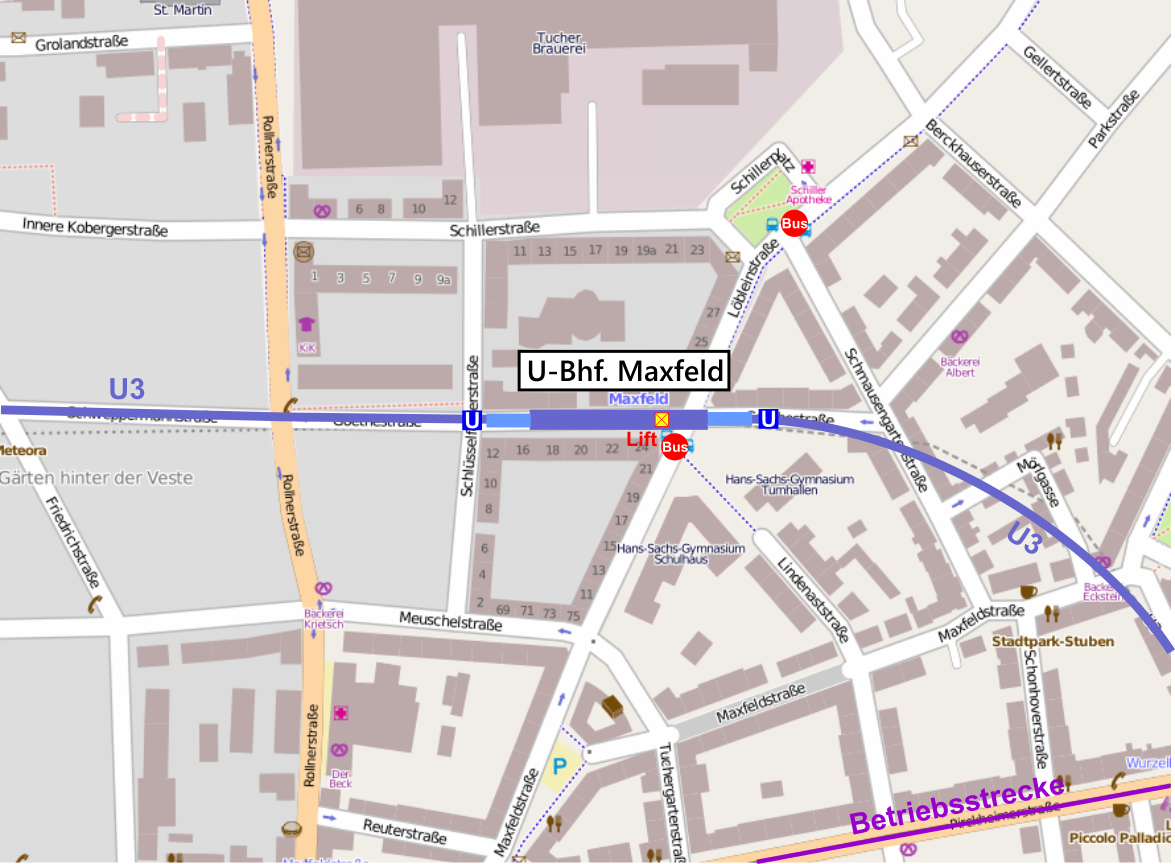
Lageplan U-Bhf. Maxfeld

Der Bahnhof liegt im Nürnberger Stadtteil Maxfeld und erstreckt sich unterirdisch in Ost-West-Ausrichtung unter der Goethestraße zwischen Löblein- und Schlüsselfelderstraße. Die Ausgänge an beiden Bahnsteigköpfen führen direkt zur Straßenoberfläche und befinden sich an der Kreuzung der Goethestraße mit der Schlüsselfelderstraße und der Löbleinstraße. An der Löbleinstraße befindet sich auch ein Aufzug.

## Bauwerk und Architektur
Das Bahnhofsbauwerk ist 179 m lang, 15 m breit und 7,5 m tief (einfache Tiefenlage). Die Bauarbeiten für den Bahnhof begannen 2003 und wurden in offener Bauweise mit anschließender Deckelung der Baugrube ausgeführt.
Die Gestaltung des Bahnhofs wurde dem Architekturbüro Haid+Partner übertragen. An den Bahnsteigwänden befinden sich Nachbildungen des berühmten Tischbein-Portraits von Johann Wolfgang von Goethe sowie Tafeln mit Zitaten aus seinen Werken. Die verwendeten Baumaterialien sind farblich an Goethes Farbenlehre angelehnt.

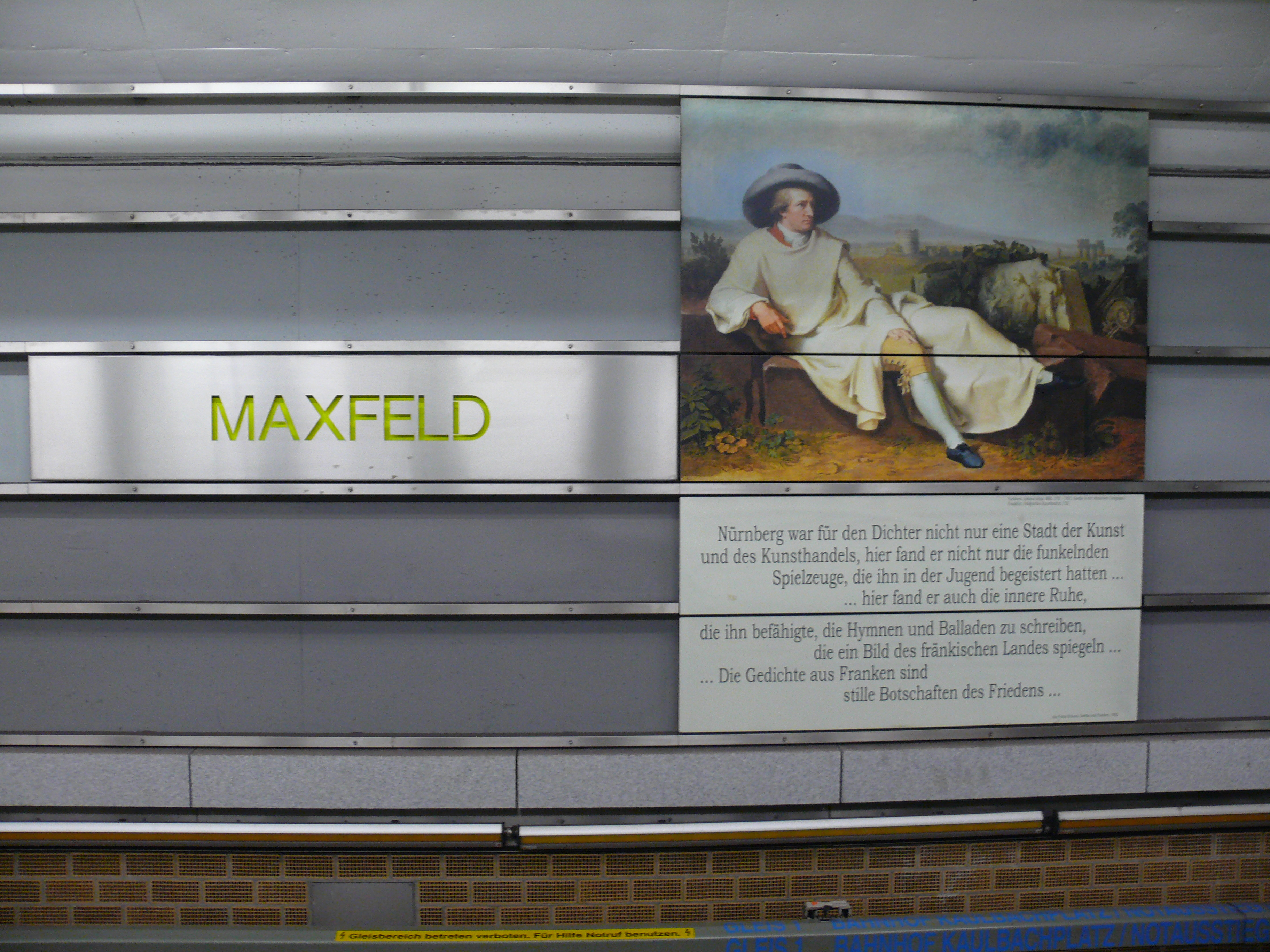
Stationsname und Goethe in der Campagna
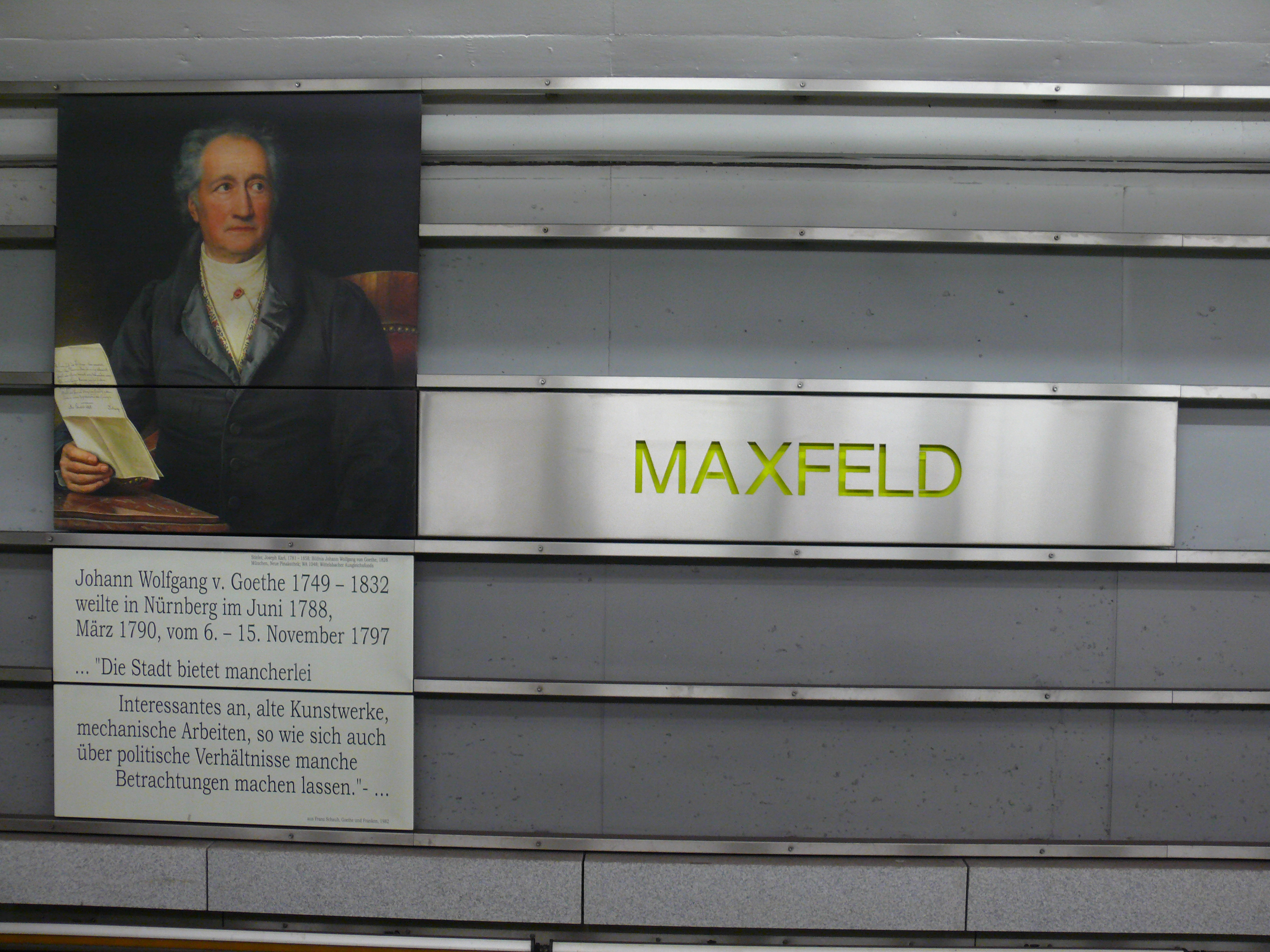
Stationsname und Johann Wolfgang von Goethe
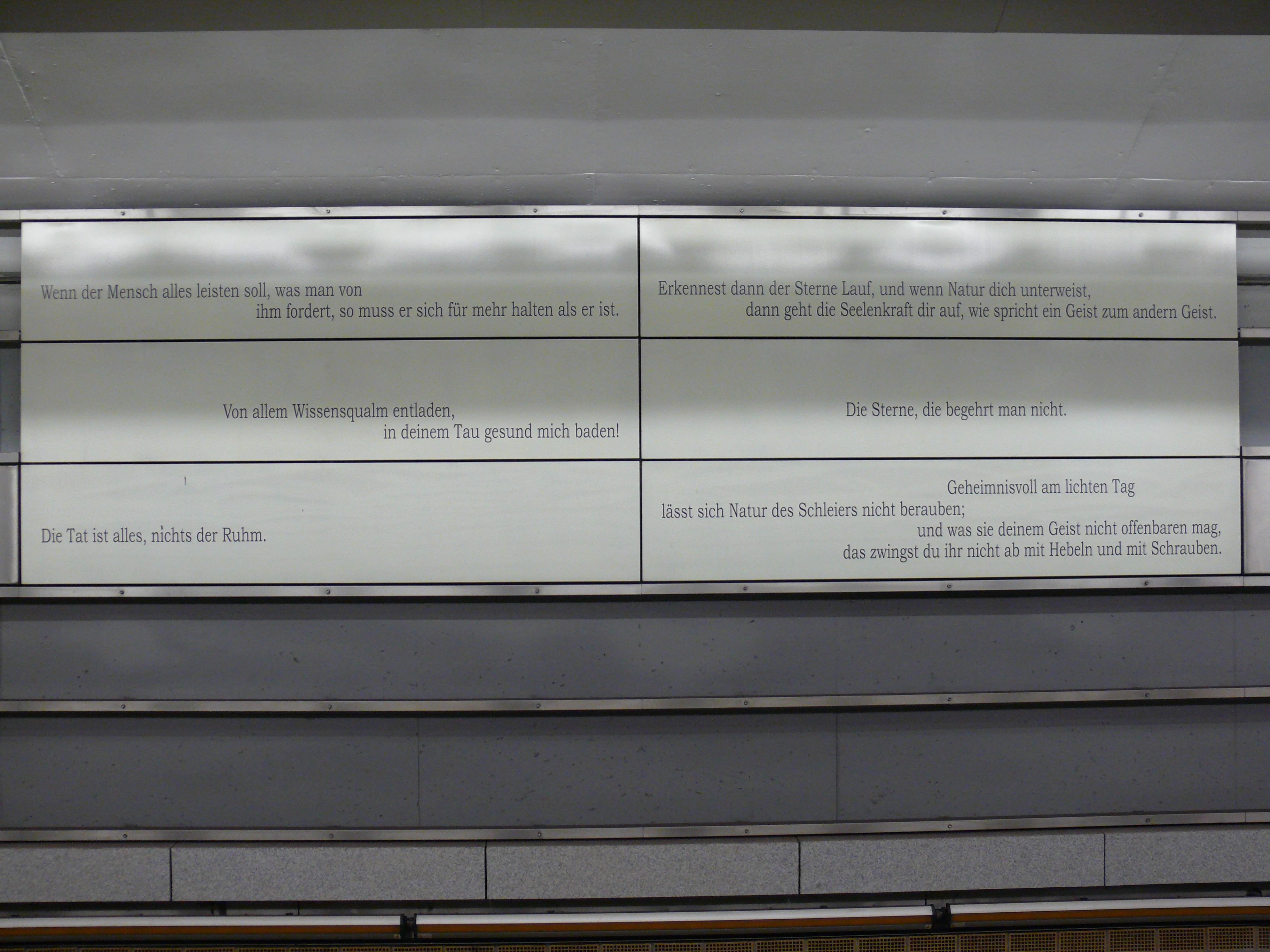
Goethe-Zitate an den Bahnsteigwänden
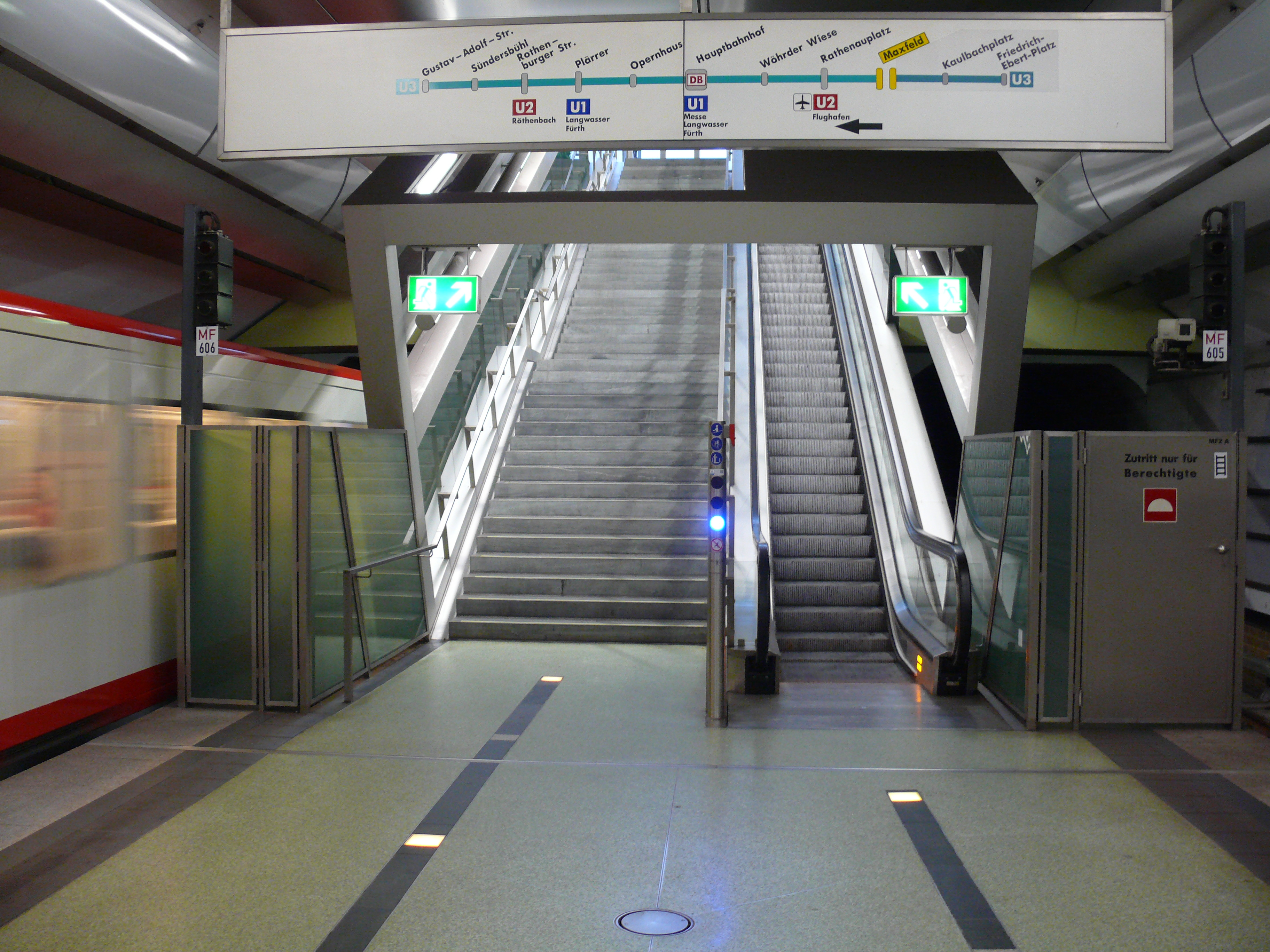
Aufgang von der Bahnsteigebene zur Oberfläche
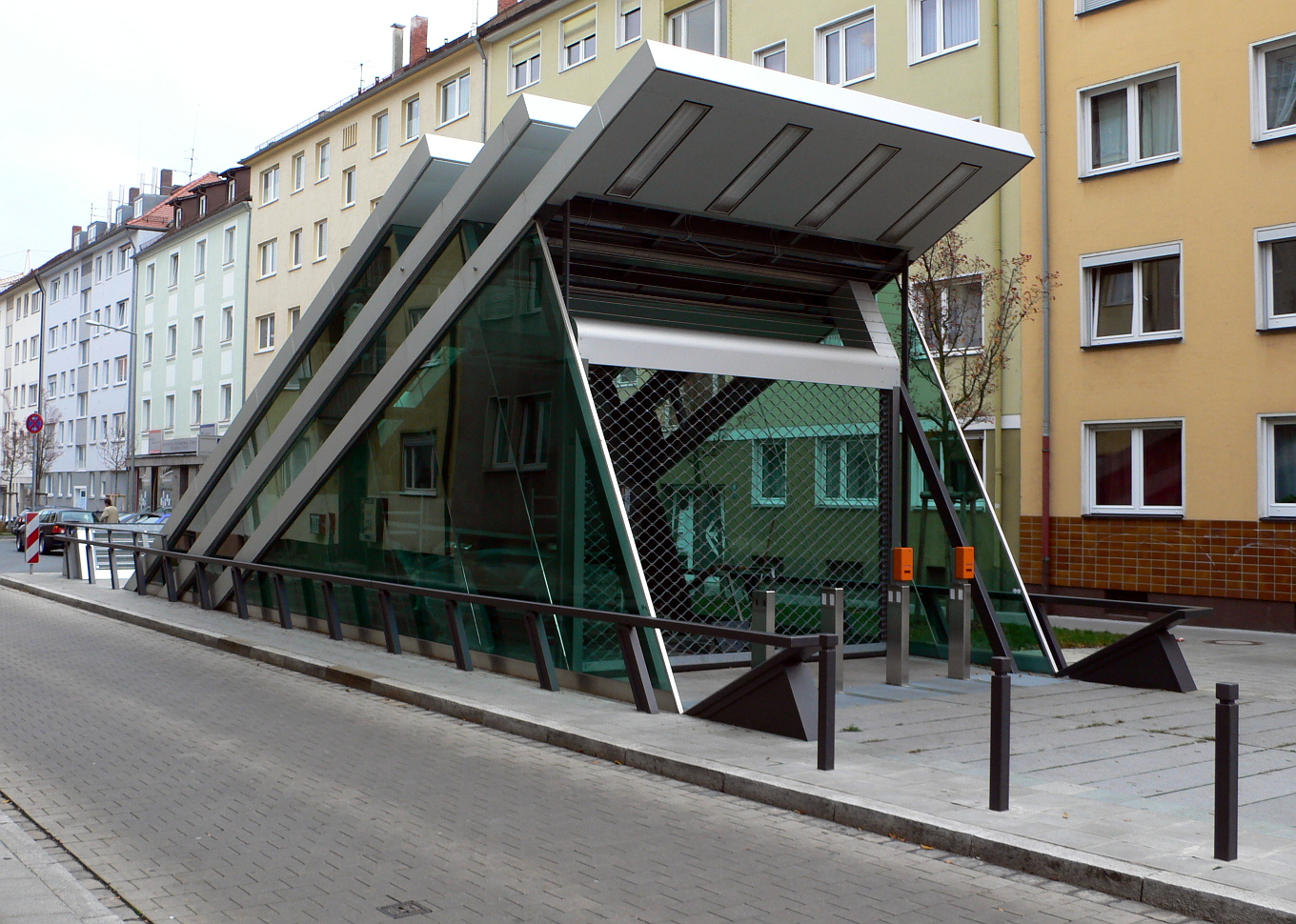
Westzugang

## Linien
| Linie | Verlauf | Takt                                             |
| ----- | --- | ------------------------------------------------ |
| U3    | Großreuth bei Schweinau – Gustav-Adolf-Straße – Sündersbühl – Rothenburger Straße – Plärrer – Opernhaus – Hauptbahnhof – Wöhrder Wiese – Rathenauplatz – Maxfeld – Kaulbachplatz – Friedrich-Ebert-Platz – Klinikum Nord – Nordwestring Stand: Fahrplanwechsel Dezember 2023 | 5 min 3–4 min (zur HVZ) 10 min (sonn-/feiertags) |

Der Bahnhof wird von Linie U3 bedient. Am Ostausgang befindet sich die Haltestelle Maxfeld der Stadtbuslinien 37, 46 und 47.  Am Wochenende und vor Feiertagen verkehrt auch die Nachtbuslinie N12.